# Thiotricha acrantha
Thiotricha acrantha är en fjärilsart som beskrevs av Edward Meyrick 1908. Thiotricha acrantha ingår i släktet Thiotricha och familjen stävmalar. Inga underarter finns listade i Catalogue of Life.